# Bruk deflacyjny
W geomorfologii bruk (eoliczny) deflacyjny to pokrywa zbudowana z okruchów skalnych, leżących na osadach piaszczystych. Powstaje na terenach zbudowanych ze skał różnoziarnistych na skutek wywiewania materiału drobniejszego. Bruk deflacyjny pokrywa pustynie kamieniste.